# Tai nghe khử tiếng ồn
Tai nghe khử tiếng ồn là tai nghe làm giảm tiếng ồn xung quanh bằng sóng âm (active noise control). Đây là điểm khác biệt so với tai nghe cách âm chỉ bằng đệm tai.
Tai nghe khử tiếng ồn làm cho người dùng có thể thưởng thức âm nhạc mà không cần mở quá to âm lượng. Nó cũng giúp hành khách ngủ ngon trên những phương tiện ồn ào như tàu hỏa hay máy bay.
Trong môi trường hàng không, tai nghe khử tiếng ồn tăng tỉ lệ tín hiệu trên nhiễu đáng kể hơn nhiều so với tai nghe thường, làm cho việc nghe những thông tin quan trọng như những thông báo an toàn dễ dàng hơn.  Tai nghe khử tiếng ồn có thể cải thiện việc nghe đủ để bù đắp hoàn toàn ảnh hưởng của những hoạt động gây mất tập trung xảy ra đồng thời.

## Nguyên lý

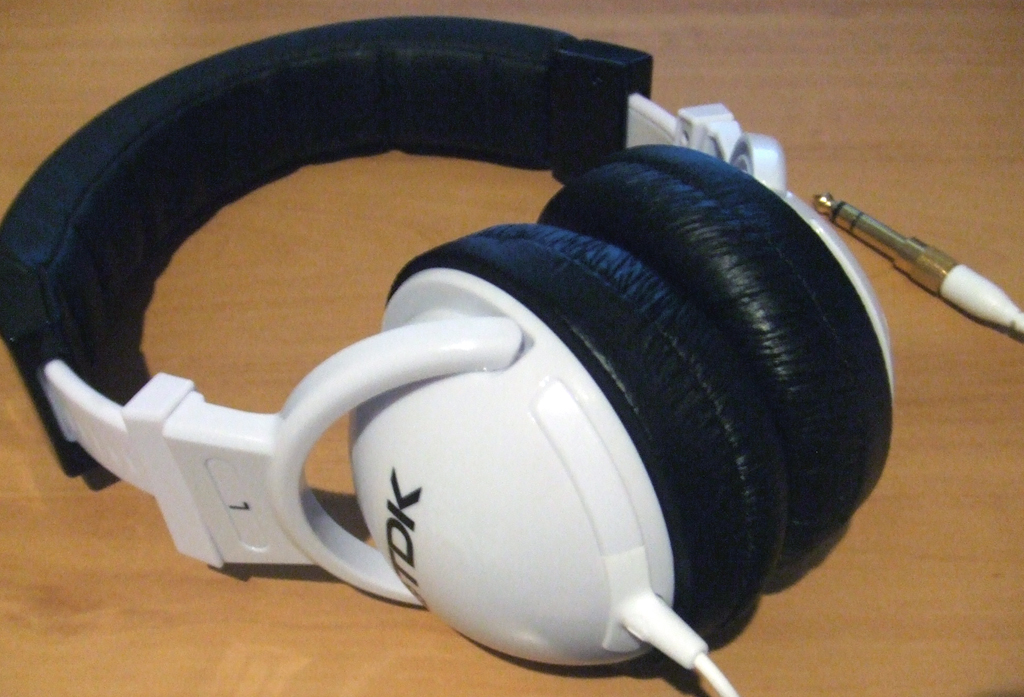
Tai nghe chụp đầu chụp toàn bộ tai người đeo. Đây là một ví dụ về cách âm thụ động.

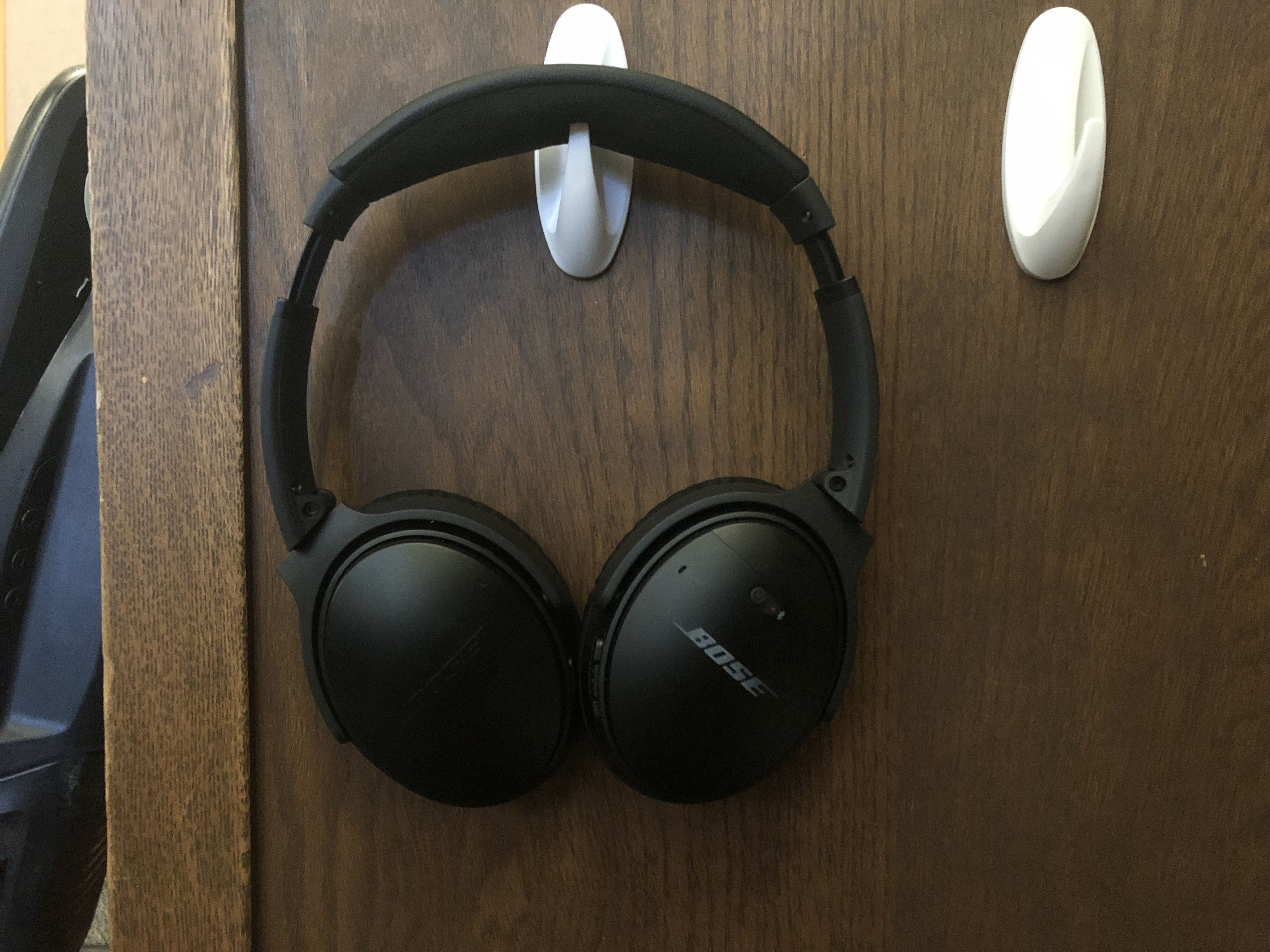
Một cặp tai nghe Bose có chức năng khử tiếng ồn

Để khử những thành phần sóng có tần số thấp của tiếng ồn, tai nghe khử tiếng ồn sử dụng trình khử tiếng ồn bằng sóng âm.
Cụ thể hơn, có một microphone được lặp đặt trong tai nghe để tiếp nhận âm xung quanh, sau đó truyền tín hiệu vào mạch để tạo ra sóng âm thông qua loa tích hợp. Và sóng âm này có cùng tần số nhưng ngược pha với sóng âm từ tiếng ồn xung quanh, 2 sóng này giao thoa với nhau và kết quả là tiếng ồn bị trung hòa.
Phần lớn những thiết bị headsets khử tiếng ồn trên thị trường sử dụng công nghệ analog để tạo ra dạng sóng khử tiếng ồn. Ngược lại những sản phẩm khác sử dụng xử lý kỹ thuật số. 
Bo mạch để xử lý khử tiếng ồn nằm trên earcups của tai nghe choàng đầu, còn tai nghe nhét tai thì bộ phận này lắp liền trên dây và phải có pin cung cấp nguồn cho mạch. Pin cho sử dụng tai nghe khử tiếng ồn có thể là pin liền sạc được hoặc pin AAA. Một số tai nghe khử ổn cắm trực tiếp vào Iphone qua cổng lightning thì không sử dung pin mà dùng nguồn từ điện thoại.

## Trong ngành hàng không
Vào những năm 1950, những hệ thống đã được tạo ra để khử tiếng ồn từ máy bay trực thăng hay trên khoang lái máy bay. Đến nay thì những thiết bị đeo trên đầu cho ngành hàng không với tính năng khử tiếng ổn thì phổ biến sẵn có. Có một số hãng hàng không cung cấp tai nghe khử tiếng ốn trên khoang thương gia. Tính năng khử tiếng ổn điển hình hiệu quả với tiếng ồn từ động cơ máy bay. Trong những trường hợp này, tai nghe có kích cỡ giống với những tai nghe bình thường. Bộ phận điện đặt trên tai nghe, lấy tín hiệu âm thanh từ microphone sau tai nghe, chuyển đổi nó, sau đó thêm lại vào tín hiệu âm thanh, điều này sẽ làm giảm tiếng ồn nền.

## Kiểu và kết nối
Công nghệ Bluetooth cũng được sử dụng ở tai nghe khử tiếng ồn, cho phép kết nối không dây với thiết bị phát.

## Nhược điểm
Tai nghe khử tiếng ồn có những nhược điểm sau đây:
- Đặc thù đắt hơn những tai nghe thông thường.
- Khử tiếng ồn bằng sóng âm cần nguồn điện, thường được nạp qua cổng USB khi dùng pin tích hợp, còn sử dụng pin AAA thì phải thay hoặc nạp lại. Không có nguồn, một số mẫu tai nghe thậm chí còn không hoạt động như tai nghe thông thường.
- Bất kì pin hay phần điện bổ sung đều làm tăng kích cỡ và khối lượng của tai nghe, đem so với tai nghe thông thường.
- Mạch điện khử tiếng ồn có thể làm giảm chất lượng âm thanh và thêm tiếng hiss tần số cao, tuy vậy việc giảm ổn có thể đem lại chất lượng âm thanh cao hơn